# 希季夫齊
48°39′31″N 25°52′17″E / 48.65861°N 25.87139°E
希季夫齊（烏克蘭語：Щитівці），是烏克蘭的村落，位於該國西部捷爾諾波爾州，由喬爾特基夫區負責管轄，始建於1547年，面積2.82平方公里，2014年人口444，人口密度每平方公里205.7人。